# Festival international du film de Locarno 2025
 (6-16 août 2025).
Le Festival international du film de Locarno 2025, la 78e édition du festival (78o Festival del film Locarno), se déroule du 6 au 16 août 2025.

## Déroulement et faits marquants
La sélection est dévoilée début juillet 2025,.
Plusieurs prix spéciaux sont remis : Alexander Payne reçoit un Léopard d'honneur (Pardo d'Onore), Jackie Chan reçoit Léopard de la carrière (Pardo alla carriera), Lucy Liu reçoit un Lifetime Achievement Award, Emma Thompson reçoit un Leopard Club Award et Golshifteh Farahani reçoit un Excellence Award Davide Campari.
Le 16 août 2025, le palmarès est dévoilé et c'est le film japonais Two Seasons, Two Strangers (en) (Tabi to Hibi) de Shō Miyake qui remporte le Léopard d'or. Le Prix spécial du jury est remporté par White Snail (en) de Elsa Kremser (de) et Levin Peter (de),.

## Jurys

### Concorso internazionale
- Rithy Panh (président du jury), réalisateur  Cambodge
- Carlos Reygadas, réalisateur  Mexique
- Joslyn Barnes, productrice  États-Unis
- Ursina Lardi, actrice  Suisse
- Renée Soutendijk, actrice  Pays-Bas

## Sélection

### Concorso internazionale
- As estações (en) de Maureen Fazendeiro  Portugal
- God Will Not Help (en) (Bog neće pomoći) de Hana Jušić  Croatie
- Donkey Days (en) de Rosanne Pel  Allemagne  Pays-Bas
- Dracula (en) de Radu Jude  Roumanie
- Dry Leaf (en) de Alexandre Koberidze  Allemagne  Géorgie
- Les Moustiques (en) (Le bambine) de Valentina Bertani et Nicole Bertani  Italie
- Le Lac (en) de Fabrice Aragno  Suisse
- Linije želje de Dane Komljen  Serbie
- Mare's Nest (en) de Ben Rivers  Royaume-Uni
- Mektoub, My Love: canto due de Abdellatif Kechiche  France
- Sehnsucht in Sangerhausen (de) de Julian Radlmaier  Allemagne
- Solomamma (en) de Janicke Askevold  Norvège
- Sorella Di Clausura (en) de Ivana Mladenović (pl)  Italie
- Two Seasons, Two Strangers (en) (Tabi to Hibi) de Shō Miyake  Japon
- Tales of the Wounded Land de Abbas Fahdel  Liban
- White Snail (en) de Elsa Kremser (de) et Levin Peter (de)  Autriche
- With Hasan in Gaza (en) de Kamal Aljafari  Palestine

### Concorso Cineasti del presente
- Affection Affection de Alexia Walther et Maxime Matray  France
- Balearic (en) de Ion de Sosa  Espagne
- Becoming de Zhannat Alshanova  Kazakhstan
- Blue Heron (en) de Sophy Romvari (en)  Canada  Hongrie
- Don't Let the Sun (en) de Jacqueline Zünd  Suisse  Italie
- Fantasy (en) de Kukla Kesherovic  Slovénie
- Folichonneries (en) de Éric K. Boulianne (en)  Canada
- Gioia mia (en) de Margherita Spampinato  Italie
- Hijo Mayor de Cecilia Kang (es)  Argentine
- Don't Let Me Die (en) de Andrei Epure  Roumanie
- Olivia de Sofía Petersen  Argentine
- The Fin de Park Syeyoung  Corée du Sud
- The Plant from the Canaries de Ruan Lan-Xi  Allemagne
- Hair, Paper, Water de Nicolas Graux et Trương Minh Quý  Vietnam
- Un balcon à Limoges de Jérôme Reybaud  France

### Piazza Grande
- Le Pays d'Arto de Tamara Stepanyan  France
- The Birthday Party (en) de Miguel Ángel Jiménez  Grèce  Espagne
- The Dead of Winter (en) de Brian Kirk  États-Unis
- Together de Michael Shanks (en)  États-Unis  Australie
- Valeur sentimentale de Joachim Trier  Norvège
- Police Story de Jackie Chan  Hong Kong
- Pile ou Face (Testa o croce) de Alessio Rigo de Righi et Matteo Zoppis  Italie
- Shining de Stanley Kubrick  États-Unis
- The Deal de Jean-Stéphane Bron  Suisse
- Irkala – Gilgamesh's Dream de Mohamed Al-Daradji (en)  Irak
- La Petite Dernière de Hafsia Herzi  France
- Rosemead (en) de Eric Lin  États-Unis
- Un simple accident de Jafar Panahi  Iran
- Kiss of the Spider Woman de Bill Condon  États-Unis

### Fuori concorso
- Bobò de Pippo Delbono  Italie
- Deathstalker (en) de Steven Kostanski  Canada
- E de Anna Eriksson  Finlande
- Exile de Mehdi Hmili (en)  Tunisie
- I Live Here Now (en) de Julie Pacino  États-Unis
- Judas' Gospel (en) de Giulio Base  Italie
- Keep Quiet de Vincent Grashaw  États-Unis
- Kerouac's Road: The Beat of a Nation de Ebs Burnough  Royaume-Uni  États-Unis
- Le Chantier de Jean-Stéphane Bron  France
- Legend of the Happy Worker de Duwayne Dunham  États-Unis
- Nova '78 de Aaron Brookner et Rodrigo Areias  Royaume-Uni  Portugal
- Silence de Eduardo Casanova (es)  Italie
- Some Notes on the Current Situation de Eran Kolirin  Israël
- The Deal de Jean-Stéphane Bron  France

### Great Expectations: Cinéma britannique d'après-guerre 1945 - 1960
- A Diary for Timothy (en) de Humphrey Jennings
- A Portrait of Ga de Margaret Tait (en)
- Le Gang des tueurs (Brighton Rock) de John Boulting
- L'assassin s'était trompé (en) (Cast a Dark Shadow) de Lewis Gilbert
- Fille maudite (en) (Daughter of Darkness) de Lance Comfort
- Train d'enfer (Hell Drivers) de Cy Endfield
- Un homme pour le bagne (Hell Is a City) de Val Guest
- Rapt (Hunted) de Charles Crichton
- Je sais où je vais (I Know Where I'm Going) de Michael Powell et Emeric Pressburger
- Après moi le déluge (I'm All Right Jack) de John Boulting
- Il pleut toujours le dimanche (It Always Rains on Sunday) de Robert Hamer
- Vacances sur ordonnance (Last Holiday) de Henry Cass
- La Merveilleuse Histoire de Mandy (Mandy) de Alexander Mackendrick
- Quand gronde la colère (Never Let Go) de John Guillermin
- Les Forbans de la nuit (Night and the City) de Jules Dassin
- Le Criminel aux abois (Nowhere to Go) de Seth Holt
- L'Obsédé (Obsession) de Edward Dmytryk
- Huit Heures de sursis (Odd Man Out) de Carol Reed
- Passeport pour Pimlico (Passport to Pimlico) de Henry Cornelius
- Le Voyeur (Peeping Tom) de Michael Powell
- Les Trafiquants du Dunbar (Pool of London) de Basil Dearden
- Légitime défense (en) (The Shop at Sly Corner) de George King
- Simon et Laura (Simon and Laura) de Muriel Box
- Le Port de la tentation (en) (Temptation Harbour) de Lance Comfort
- Égarements (The Astonished Heart) de Terence Fisher et Antony Darnborough
- La Fille aux papillons (en) (The Clouded Yellow) de Ralph Thomas
- The Elephant Will Never Forget de John Krish
- Première Désillusion (The Fallen Idol) de Carol Reed
- The Flying Scot (en) de Compton Bennett
- Cette sacrée jeunesse (The Happiest Days of Your Life) de Frank Launder
- La maison des Lords n'est pas à vendre (The Happy Family) de Muriel Box
- Les Amants passionnés (The Passionate Friends) de David Lean
- The Stranger Left No Card (en) de Wendy Toye
- The Three Weird Sisters (en) de Daniel Birt
- La Femme en question (The Woman in Question)  de Anthony Asquith
- Le Ballon jaune (The Yellow Balloon) de J. Lee Thompson
- Je suis un fugitif (They Made Me a Fugitive) de Alberto Cavalcanti
- This Was a Woman (en) de Tim Whelan
- Tiger in the Smoke de Roy Ward Baker
- Temps sans pitié (Time Without Pity) de Joseph Losey
- To Be a Woman de Jill Craigie
- Le Train du destin (Train of Events) de Sidney Cole, Charles Crichton et Basil Dearden
- Tournez la clef doucement (Turn the key softly)  de Jack Lee
- Whisky à gogo ! (Whisky galore) de Alexander Mackendrick
- Whispering Smith Hits London (en) de Francis Searle

### Histoire(s) du Cinéma
- 4 (en) de Ilia Khrjanovski  Russie
- La Baie sanglante (Reazione a catena) de Mario Bava  Italie
- Lumière silencieuse (Stellet Licht) de Carlos Reygadas  Mexique
- Les Vilaines Manières de Simon Edelstein  Suisse
- L'Ogre de Simon Edelstein  Suisse
- Alpha de Julia Ducournau  France
- Raison et Sentiments (Sense and Sensibility) de Ang Lee  États-Unis
- L'An un (Anno uno) de Roberto Rossellini  Italie
- Les Cannibales (I cannibali) de Liliana Cavani  Italie
- Le Marin des mers de Chine (Project A) de Jackie Chan  Hong Kong
- Nebraska de Alexander Payne  États-Unis
- The Descendants de Alexander Payne  États-Unis
- L'Atalante de Jean Vigo  France
- Costa Brava, Lebanon de Mounia Akl (en)  Liban  France
- Memory Box de Joana Hadjithomas et Khalil Joreige  Liban  France  Canada
- Megalopolis de Francis Ford Coppola  États-Unis

## Palmarès

### Concorso Internazionale
- Léopard d'or : Two Seasons, Two Strangers (en) (Tabi to Hibi) de Shō Miyake.
- Prix spécial du jury : White Snail (en) d'Elsa Kremser (de) et Levin Peter (de).
- Léopard de la meilleure réalisation : Tales of the Wounded Land de Abbas Fahdel
- Léopard de la meilleure interprétation masculine :
- Léopard de la meilleure interprétation féminine :
- Mention spéciale : Dry Leaf (en) de Alexandre Koberidze

### Concorso Cineasti del presente
- Léopard d'or :
- Prix du meilleur réalisateur émergent :
- Prix spécial du jury :
- Meilleure interprétation :
- Meilleure interprétation :

### Piazza Grande
- Prix du public : Rosemead (en) de Eric Lin

### Prix œcuménique
- Prix œcuménique :
- Mention spéciale :

### Prix de la Semaine de la Critique
- Grand Prix :

### Prix spéciaux
- Léopard d'honneur (Pardo d'Onore) : Alexander Payne
- Léopard de la carrière (Pardo alla carriera) : Jackie Chan
- Lifetime Achievement Award : Lucy Liu
- Leopard Club Award : Emma Thompson
- Excellence Award Davide Campari : Golshifteh Farahani